# 大森信正
大森 信正（おおもり のぶまさ、1949年3月5日 - ）は、山梨県出身のプロゴルファー。
旧名「大森 信佳」（おおもり のぶよし） 。

## 来歴
17歳からゴルフを始め、1969年にプロ入りする。
1979年の山梨プロアマでは初日を金井清一・榎本七郎・今井昌雪・須貝昇と並んで新井規矩雄の2位タイでスタートし、最終日には鷹巣南雄・江原利次・金井を抑えると同時に榎本と並んで首位タイとなったが、プレーオフで敗れて2位に終わった。
1992年のNST新潟オープンを最後にレギュラーツアーから引退。
長年にわたりスイングの奥義を探求して「3Q理論」を確立し、2015年には器具を使ったスイングとショットの練習方法でPGAティーティングプロアワード優秀賞を受賞。
現在はJPGA公認A級ティーチングプロ及び文部大臣認定ゴルフ教師として、横浜市保土ケ谷区の「ハンズゴルフクラブ」でレッスンを担当。